# 綠小舌菌
綠小舌菌（學名：Microglossum viride）是小舌菌屬的一種真菌。其種小名viride來自拉丁文的viridis，意為綠色。綠小舌菌最早於1794年由克里斯蒂安·亨德里克·珀森描述發表，當時歸入地舌菌屬中，學名為Geoglossum viride，1879年改歸入小舌菌屬。

## 外形

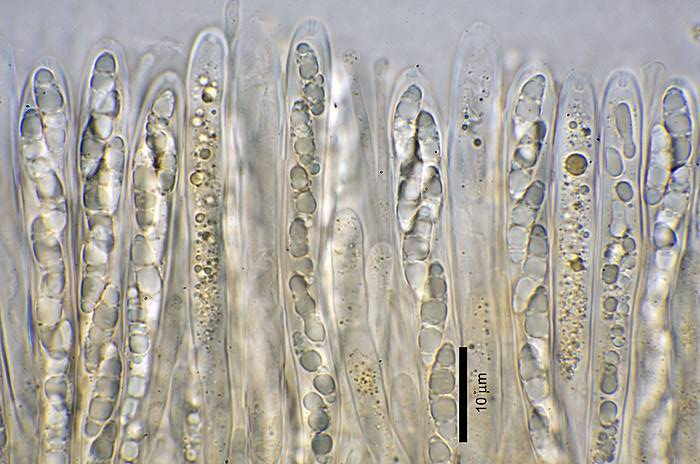
綠小舌菌的子囊

綠小舌菌的子實體高1.5-5公分，呈深綠色至藍綠色（可能褪色成灰綠色或橄欖綠色），為其重要的鑒別依據。頂端可產生產生子囊孢子，寬3-6毫米，長8-20毫米，呈棒狀至紡錘狀，有一縱向的凹痕；下方的柄狀構造粗2-3毫米，其上有小鱗。子囊沒有囊蓋（operculate），子囊孢子為表面平滑的長橢球形，透明無色，長13-20微米，寬4-5.5微米，有0-4個隔膜。

## 相似物種
傳統上，綠色的小舌菌屬物種都被認為是綠小舌菌，近年來有許多類群基於型態與分子證據被獨立為新種。2014年，Microglossum griseoviride被獨立為新種，其種小名意為「灰綠色」，除了孢子大小等顯微特徵外，此新種的外觀與生存環境也與綠小舌菌稍有不同，與綠小舌菌的橄欖綠色相比，其顏色較接近灰綠色、藍綠色等冷色調的綠色，且生長的環境與綠小舌菌的相比較為乾燥。除此之外，還有M. parvisporum、M. clavatum、M. truncatum、M. pretense與M. tenebrosum等若干類群也因子囊孢子、子囊與側絲的形狀與大小、型態與分子證據，以及子實體的顏色等而被獨立為新種。